# Five World Trade Center
Cet article concerne un gratte-ciel de New York. Pour les autres bâtiments, voir World Trade Center (homonymie).
 (février 2021).
Si vous disposez d'ouvrages ou d'articles de référence ou si vous connaissez des sites web de qualité traitant du thème abordé ici, merci de compléter l'article en donnant les références utiles à sa vérifiabilité et en les liant à la section « Notes et références ».
Five World Trade Center (aussi appelé 130 Liberty Street et abrégé en 5 WTC) est un gratte-ciel prévu sur le site du World Trade Center dans le quartier de Lower Manhattan, à New York.
Le bâtiment proposé partage son nom avec l'original 5 World Trade Center, qui a été lourdement endommagé lors de l'effondrement de la tour Nord, et a été démoli plus tard.
Le site est situé dans la rue Liberty Street, au sud du site principal de 6,5 ha du World Trade Center. Le projet est actuellement en attente tandis que la Port Authority, l'organisation gouvernementale qui dirige la plupart des infrastructures de l'Etat de New York et du New Jersey, examine une vente potentielle du lot à un promoteur. La Port Authority n'a pas l'intention de construire un bâtiment à 130 Liberty Street, même s'il est ouvert pour le développement futur du site en tant que bureaux, commerces, hôtels, résidences ou un mélange de ces utilisations.
En juin 2007, JPMorgan Chase a communiqué des projets pour développer le bâtiment en tant que le siège social de sa banque d'investissement JP Morgan. Toutefois, l'acquisition par JPMorgan Chase de Bear Stearns en mars 2008, a jeté le doute sur ces intentions, compte tenu que l'entreprise déménagera JP Morgan à 383 Madison Avenue. En mars 2011, la Port Authority a annoncé qu'il n'y avait pas de plans pour 5 WTC.

## Bâtiment d'origine (1970-2002)
Five World Trade Center (WTC 5) était à l'origine un immeuble de neuf étages de faible hauteur à charpente d'acier. C'était un immeuble de bureaux construit entre 1970 et 1972 au World Trade Center à New York et il mesurait 36 mètres de hauteur. Il a subi de graves dommages à la suite de l'effondrement partiel de ses étages supérieurs lors des attentats du 11 septembre en 2001. L'ensemble du bâtiment a été démoli en janvier 2002 pour faire place à la reconstruction.
La structure était en forme de "¬" et occupait le coin nord-est du site du WTC. Il mesurait 100 par 130 mètres, avec une superficie moyenne de 11 000 m² par étage.
La station de métro/terminal Street Chambers and World Trade Center (les lignes de train A, C et E) était située sous le bâtiment, et l'accès à la station était disponible à travers le bâtiment. Le reste de l'espace était utilisé par des commerces et des restaurants, y compris la plus grande librairie de New York, répartie sur trois étages du 5 World Trade Center sur le coin du bâtiment adjacent, à l'intersection des rues Church Street et Vesey Street.
C'était l'emplacement de l'Escalier des Survivants, qui a été récupéré du sous-sol de l'immeuble après que 5 World Trade Center a été démoli.
En 1984, l'artiste Joanna Gilman Hyde peint une toile de 930 m² intitulée "Self Organizing Galaxy" sur le toit de 5 World Trade Center.
Deux buildings du nouveau World Trade Center (actuellement en construction) se tiendront à l'endroit où le 5 World Trade Center original se dressait autrefois.

## Autres bâtiments du complexe
Cinq autres buildings, en plus du 5 WTC, composeront le nouveau World Trade Center :
- One World Trade Center (Freedom Tower) (construction terminée en 2013) ;
- Two World Trade Center (200 Greenwich Street) ;
- Three World Trade Center (175 Greenwich Street) (construction terminée en 2018) ;
- Four World Trade Center (150 Greenwich Street) (construction terminée en 2013) ;
- Seven World Trade Center (construction terminée en 2006).